# 吉川淳子
吉川 淳子（きっかわ じゅんこ、1973年9月2日 - ）は、日本のフリーアナウンサー。
千葉県出身。渋谷教育学園幕張高等学校、東京女子大学卒業、1997年株式会社ナガセに入社。スカイパーフェクTV!のキャスターとして、脚本、演出、出演までこなし、1999年に退社。その後はCSテレビ放送のニュース・経済専門チャンネルに携わる。2000年代前半からブルームバーグ東京支局に記者として勤務してきたが、2011年に結婚を期にニューヨークへ移住。

## 主な出演番組
過去
- JNNニュースバード（現・TBSニュースバード）キャスター（1999年4月 - 2000年3月）
- ブルームバーグテレビジョン日本語放送キャスター（早くとも2000年頃 - 2009年4月30日）
- BSフジLIVE プライムニュース（BSフジ、2009年6月 - 2011年9月16日） - 番組の経済ニュース担当
- ビジネスクリック（TBSテレビ）
- 第1期：ブルームバーグ記者として出演（2009年10月 - 2011年9月17日）
- 第2期：ニューヨークのロイタースタジオ担当（2013年4月 - 2020年10月、2021年？～2022年4月番組終了まで）